# 사천 백천사 신중탱
사천 백천사 신중탱(泗川 百泉寺 神衆幀)은 대한민국 경상남도 사천시, 백천사에 있는 불화이다. 2010년 10월 7일 경상남도의 문화재자료 제514호로 지정되었다.

## 개요
도상 구성이나 배색의 상태 등으로 미루어 보아 19세기 작품으로 백군, 양록을 사용해 화면의 화사함을 더하고 인물의 다양한 묘사가 돋보이는 근대에 조성되는 신중도의 과도기적 특징을 보여주는 중요한 자료이다.

## 참고 자료
- 사천 백천사 신중탱 - 국가유산청 국가유산포털